# Comuna Popovîci, Mostîska
Popovîci (în ucraineană Поповичі) este o comună în raionul Mostîska, regiunea Liov, Ucraina, formată din satele Pleșevîci, Popovîci (reședința) și Țîkiv.

## Demografie
Componența lingvistică a comunei Popovîci
     Ucraineană (99,39%)
     Alte limbi (0,52%)
Conform recensământului din 2001, majoritatea populației comunei Popovîci era vorbitoare de ucraineană (99,39%), existând în minoritate și vorbitori de alte limbi.